# Var (Einheit)
Das Var (mit dem Einheitenzeichen: var) ist in der elektrischen Energietechnik eine gesetzliche Einheit für die Blindleistung. Das Var wurde früher auch Blindwatt (Einheitenzeichen: bW) genannt.

## Ursprung
Die Bezeichnung Var kommt vom Begriff „Voltampere Reaktiv“. Sie wurde 1932 von dem Rumänen Constantin Budeanu vorgeschlagen und von der International Electrotechnical Commission (IEC) festgelegt. Davor befasste sich der VDE-Ausschuss für Einheiten und Formelwesen (AEF) am 22. März 1921 mit einem Entwurf über die Bezeichnung von Wechselstromgrößen. Dabei wurde vorgeschlagen, die Einheit der Blindleistung mit der Bezeichnung Dol zu benennen, bezeichnet nach Michail Doliwo-Dobrowolski. Diese Bezeichnung konnte sich bei der IEC schließlich nicht durchsetzen.

## Ähnliche Leistungseinheiten
Im Internationalen Einheitensystem ist als Einheit der Leistung das Watt definiert. Nach der deutschen Einheitenverordnung und nach DIN 1301 Teil 1 kann als besondere Einheit für die elektrische Blindleistung das Var verwendet werden, für die Scheinleistung das VA; das Watt wird dann nur für die Wirkleistung verwendet.